# Santa Fe, Guerrero
Santa Fe är en ort i Mexiko.   Den ligger i kommunen Quechultenango och delstaten Guerrero, i den södra delen av landet, 220 km söder om huvudstaden Mexico City. Santa Fe ligger 861 meter över havet och antalet invånare är 994.
Terrängen runt Santa Fe är kuperad åt sydost, men åt nordväst är den bergig. Runt Santa Fe är det ganska glesbefolkat, med 38 invånare per kvadratkilometer. Närmaste större samhälle är Quechultenango, 4,8 km väster om Santa Fe. I omgivningarna runt Santa Fe växer huvudsakligen savannskog.